# ウィンストン・S・チャーチル (ミサイル駆逐艦)
|          |                                                                                              |
| 艦歴     |                                                                                              |
| 発注     | 1995年1月6日                                                                                 |
| 起工     | 1998年5月7日                                                                                 |
| 進水     | 1999年4月17日                                                                                |
| 就役     | 2001年3月10日                                                                                |
| 退役     |                                                                                              |
| その後   |                                                                                              |
| 要目     |                                                                                              |
| 排水量   | 9,648 トン                                                                                   |
| 全長     | 155.3 m (509 ft 6in)                                                                         |
| 全幅     | 20.1 m (66 ft)                                                                               |
| 吃水     | 9.4 m (31 ft)                                                                                |
| 機関     | COGAG方式                                                                                    |
| 機関     | LM 2500-30ガスタービンエンジン (27,000shp) ×4基                                              |
| 機関     | 可変ピッチプロペラ（5翔）×2軸                                                                |
| 最大速   | 31ノット                                                                                     |
| 航続距離 | 4,400 海里（20ノット時）                                                                     |
| 乗員     | 士官、兵員 380名                                                                             |
| 兵装     | Mk.45 mod.4 5インチ単装砲 ×1基                                                               |
| 兵装     | Mk.38 25mm単装機関砲 ×2基                                                                    |
| 兵装     | Mk.15 20mmCIWS×2基                                                                           |
| 兵装     | M2 12.7mm機銃 ×4挺                                                                           |
| 兵装     | Mk.41 mod.7 VLS ×96セル - SM-2MR SAM - ESSM 短SAM - VLA SUM - トマホーク SLCM などを発射可能 |
| 兵装     | Mk.32 3連装短魚雷発射管×2基                                                                  |
| 艦載機   | MH-60R×2機搭載可能                                                                           |
| C4ISTAR  | AWS B/L 6 (Mk.99 GMFCS×3基)                                                                  |
| C4ISTAR  | AN/SQQ-89A(V)15                                                                              |
| センサ   | AN/SPY-1D(V) 多機能レーダー×4面                                                              |
| センサ   | AN/SPS-67 対水上レーダー×1基                                                                 |
| センサ   | AN/SQS-53C(V)1艦首装備ソナー                                                                 |
| 電子戦   | AN/SLQ-32(V)3 ESM/ECM装置                                                                    |
| 電子戦   | Mk 36 SRBOC デコイ発射機                                                                     |
| モットー | In war: Resolution; In peace: Good Will                                                      |

ウィンストン・S・チャーチル (英語: USS Winston S. Churchill, DDG-81) は、アメリカ海軍のミサイル駆逐艦。アーレイ・バーク級ミサイル駆逐艦の31番艦。艦名はイギリスの首相ウィンストン・チャーチルにちなむ。
本艦以降のアーレイ・バーク級駆逐艦は5インチ62口径 Mk. 45 砲 mod 4 を搭載している。この砲は以前の5インチ54口径 Mk. 45 砲 mod 3 に比べ砲身長が延長され、推進剤の効率的な燃焼により射程が拡大した。砲塔の外見は平面を組み合わせた形に変更されている。

## 艦歴
ウィンストン・S・チャーチルの建造契約は1995年1月6日にメイン州バスのバス鉄工所に発注された。1998年5月7日に起工し、1999年4月17日にジャネット・コーエン夫人（ウィリアム・コーエン国防長官の妻）とレディ・ソームズ（ウィンストン・チャーチルの娘）によって命名、進水した。2000年10月13日に海軍に引き渡され、2001年3月10日に就役した。
ウィンストン・S・チャーチルはアメリカ合衆国国民以外の名が命名された唯一の現役アメリカ軍艦艇であり、イギリス人に因んで命名された艦としては4隻目である。他の三隻はアルフレッド(USS Alfred)（アルフレッド大王に因んで命名された）、ローリー(USS Raleigh)（ウォルター・ローリーに因んで命名された）、エフィンガム(USS Effingham)（エフィンガム卿トーマス・ハワートに因んで命名された）である。チャーチルは、歴史上2名しかいない合衆国名誉市民権の生前贈呈を受けた者のひとり（他のもう1人はマザー・テレサ）であるが、名誉市民権はあくまで名誉称号であり、法制上のアメリカ市民権を持っていたわけではない。
ウィンストン・S・チャーチルはイギリス海軍士官が配属された唯一のアメリカ軍艦艇である。イギリス海軍のHMSマールボローにはアメリカ海軍の士官が配属されていた（マールボローは、2005年除籍）。

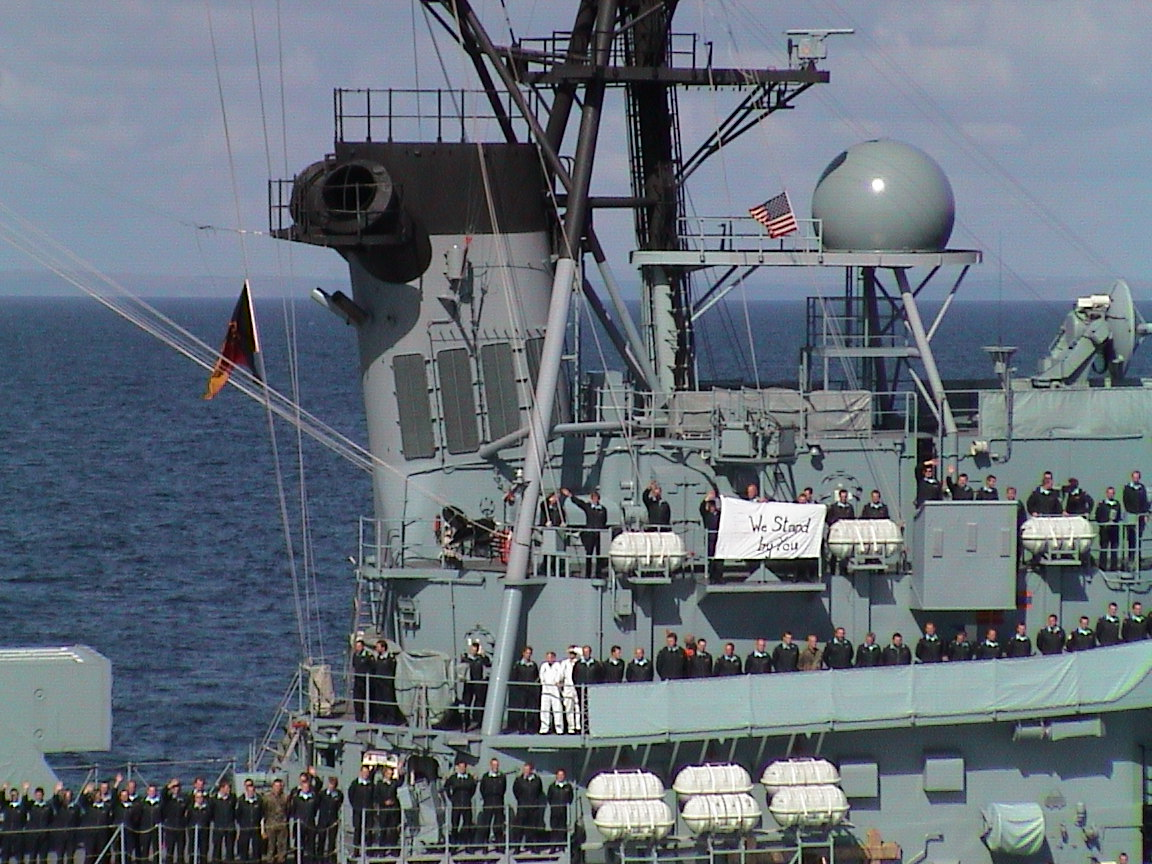
"We Stand By You"の旗を掲揚するリュッチェンス. 2001年9月14日

アメリカ同時多発テロ事件から3日後の2001年9月14日、ウィンストン・S・チャーチルは、星条旗を半旗で掲げ「We Stand By You (我らは諸君と共にあり)」と書かれた幕を掲示しながら併走するドイツ海軍のミサイル駆逐艦リュッチェンスから登舷礼をもって表敬を受けた。
2005年8月22日、ウィンストン・S・チャーチルはフロリダ州ジャクソンヴィルの沖合でマクファール(USS McFaul, DDG-74)と衝突した。両艦とも小規模な被害を受けたが、負傷者はいなかった。両艦とも自力でノーフォーク海軍補給地の母港へ帰還した。
2006年1月22日にチャーチルはインド洋において海賊船を拿捕した。
母港はバージニア州ノーフォーク。